# Chattnapalya, Kadur
Chattnapalya là một làng thuộc tehsil Kadur, huyện Chikmagalur, bang Karnataka, Ấn Độ.